# میرزا حسن عکاس
میرزا حسن عکاس‌باشی (زاده ١٢٣۴ کازرون) چهره‌نگار، عکاس و شاعر ایرانی است.    در جوانی به بوشهر و بحرین و هندوستان سفر کرد و مدت ها دور از کازرون بود. در سال ١٢٧٣ ه.خ به شیراز رفت و برای نخستین بار در فارس عکاسخانه دایر کرد. پس از آن نیز دومین عکاسخانه جنوب را در کازرون دائر کرد. برای تکمیل وسایل عکاسی بار دیگر به هندوستان رفت و از آنجا به عتبات عالیات سفر کرد. در عتبات به عکسبرداری بقاع متبرکه مشغول گشت و دوباره به شیراز بازگشت. وی خط نسخ را بسیار زیبا می نوشت و بر زبان های عربی و انگلیسی تسلط کامل داشت.
در سال ١٢٩۵ کتابی در دستور زبان فارسی به نام قانون سخن تألیف کرد که در مدارس تازه تأسیس آن روزگار تدریس می‌شد. وی گاهی شعر می‌گفت و تخلصش کاتب بود. 
این مطلع شعری است از کتاب قانون سخن او:
| اولم بود گمان شهر نظامست اینجا |  | تیر و شمشیر ابَر صید حرامست اینجا |